# Sergei Matwejewitsch Schtemenko

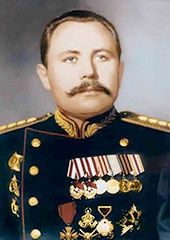
Sergei Matwejewitsch Schtemenko

Sergei Matwejewitsch Schtemenko (russisch Сергей Матвеевич Штеменко, wiss. Transliteration Sergej Matveevič Štemenko; * 7. Februarjul. / 20. Februar 1907greg. in Urjupinsk, heute zur Oblast Wolgograd; † 23. April 1976 in Moskau) war Chef des sowjetischen Generalstabes, Chef des Stabes des Warschauer Paktes und Armeegeneral.

## Leben
Schtemenko stammte aus einer Kosakenfamilie und trat 1919 in die Rote Armee ein. 1930 absolvierte er die Offiziersschule der Panzertruppen. Im August 1938 führte er ein selbstständiges schweres Panzerregiment in Schitomir (Militärbezirk Kiew), als ihn der Ruf an die Generalstabsakademie ereilte. Da es diese Akademie erst seit zwei Jahren gab und die wenigen Absolventen dringend benötigt wurden, war die Chance, auf Dauer an einen Bürosessel gefesselt zu werden, groß. Sein Einspruch zeigte keine Wirkung. Die Ausbildung war für ihn interessant, konnte er doch sowohl bei der Besetzung Ostpolens als auch im Winterkrieg gegen Finnland wertvolle Erfahrungen im Stabsdienst sammeln. Sein Antrag, nach Kursende im Herbst 1940 dennoch wieder zurück zur Truppe zu kommen, wurde abgelehnt und die Versetzung zur Operationsabteilung des Generalstabes ausgesprochen, wo er von 1940 bis 1942 als Abteilungsleiter in der Operationsabteilung Dienst versah. Es war eine hektische Zeit, erschwert durch den laufenden Wechsel der Generalstabschefs.
Auf Georgi Schukow folgte im Juli 1941 Boris Schaposchnikow, der aus Gesundheitsgründen im April 1942 von Alexander Wassilewski abgelöst wurde. Schtemenko wurde 1943 zunächst Stellvertreter, dann Chef der Operationsabteilung und stellvertretender Chef des sowjetischen Generalstabes, was er bis 1948 blieb. Zeitweilig fungierte er zugleich als Stabschef der in Deutschland stationierten Kräfte. Nach Stalins Tod im Jahr 1953 geriet er bei dessen Nachfolger Nikita Chruschtschow in Misskredit, wurde vom Armeegeneral zum Generalleutnant degradiert und seiner Funktionen entbunden. Erst 1959 bekam er wieder eine Dienstverwendung, und zwar als stellvertretender Kommandeur des Militärbezirks Wolga und anschließend in gleicher Verwendung im Militärbezirk Transkaukasus. Nach Chruschtschows Absetzung wurde er von 1962 bis 1965 als Stabschef der Landstreitkräfte und von 1965 an wieder als stellvertretender Chef des Generalstabes eingesetzt. Seine letzte Dienstverwendung war Stabschef des Warschauer Paktes mit dem Dienstgrad Armeegeneral.

## Werke
- Im Generalstab, 2 Bände, Deutscher Militärverlag, Berlin (Ost) 1969 (russ. Originalausgabe: Moskau 1968)